# Hemisphaerius viridis
Hemisphaerius viridis är en insektsart som beskrevs av Walker 1870. Hemisphaerius viridis ingår i släktet Hemisphaerius och familjen sköldstritar. Inga underarter finns listade i Catalogue of Life.